# Orluis Aular Sanabria
Orluis Aular Sanabria (castellà: Orluis Alberto Aular Sanabria)  (Nirgua, 5 de novembre de 1996) és un ciclista veneçolà. El 2016 va aconseguir la seva primera victòria en una cursa de l'UCI. Va passar al professionalisme a mitjans del 2017 amb l'equip Start Vaxes. Del 2020 al 2024 formà part del Caja Rural-Seguros RGA. El 2025 fitxà pel Movistar Team.
En el seu palmarès destaquen diversos campionats nacionals, tant en contrarellotge com en ruta, així com diverses curses del calendari portuguès, la Volta a l'Alentejo, la Clàssica da Arrábida i el Gran Premi Internacional de ciclisme de Torres Vedras - Trofeu Joaquim Agostinho.

## Palmarès
- 2016
  - Vencedor d'una etapa a la Volta al Táchira
- 2018
  - Vencedor d'una etapa al Volta a Veneçuela
- 2019
  -  Campió de Veneçuela de contrarellotge
  - 1r al Tour de Kumano i vencedor d'una etapa
  - 1r a la Volta a Veneçuela i vencedor de 5 etapes
  - Vencedor d'una etapa a la Volta al Táchira
  - Vencedor de 2 etapes al Tour de Miranda
- 2020
  - 1r a la Volta a Veneçuela i vencedor de 3 etapes
- 2022
  -  Campió de Veneçuela de ruta
  -  Campió de Veneçuela de contrarellotge
  - 1r a la Clàssica da Arrábida
  - 1r a la Volta a l'Alentejo i vencedor de 2 etapes
- 2023
  -  Campió de Veneçuela de ruta
  -  Campió de Veneçuela de contrarellotge
  - 1r a la Clàssica da Arrábida
  - 1r a la Volta a l'Alentejo
  - 1r al Tour de Croàcia i vencedor d'una etapa
- 2024
  -  Campió de Veneçuela de contrarellotge
  - 1r al Gran Premi Internacional de ciclisme de Torres Vedras - Trofeu Joaquim Agostinho i vencedor d'una etapa
  - 1r al Trofeu Matteotti
  - Vencedor d'una etapa al Tour del Llemosí
- 2025
  -  Campió de Veneçuela de ruta
  -  Campió de Veneçuela de contrarellotge

### Resultats a la Volta a Espanya
- 2023. No surt (13a etapa)